# Italia ai XIX Giochi olimpici invernali
L'Italia partecipò ai XIX Giochi olimpici invernali, svoltisi a Salt Lake City, Stati Uniti d'America, dall'8 al 24 febbraio 2002, con una delegazione di 112 atleti, 47 delle quali donne. L'Italia chiuse questa edizione al settimo posto con quattro medaglie d'oro, quattro d'argento e cinque di bronzo.

## Medagliere per discipline
| Sport                 | Oro | Argento | Bronzo | Totale |
| --------------------- | --- | ------- | ------ | ------ |
| Sci di fondo          | 2   | 2       | 2      | 6      |
| Sci alpino            | 1   | 1       | 1      | 3      |
| Slittino              | 1   | 0       | 0      | 1      |
| Short track           | 0   | 1       | 0      | 1      |
| Pattinaggio di figura | 0   | 0       | 1      | 1      |
| Snowboard             | 0   | 0       | 1      | 1      |
| Totale                | 4   | 4       | 5      | 13     |

## Medaglie d'oro
| Medaglia | Nome               | Sport        | Evento  |
| -------- | ------------------ | ------------ | ------- |
| Oro      | Daniela Ceccarelli | Sci alpino   | Super-G |
| Oro      | Stefania Belmondo  | Sci di fondo | 15 km   |
| Oro      | Gabriella Paruzzi  | Sci di fondo | 30 km   |
| Oro      | Armin Zöggeler     | Slittino     | Singolo |

## Medaglie d'argento
| Medaglia | Nome                                                                               | Sport        | Evento            |
| -------- | ---------------------------------------------------------------------------------- | ------------ | ----------------- |
| Argento  | Isolde Kostner                                                                     | Sci alpino   | Discesa libera    |
| Argento  | Stefania Belmondo                                                                  | Sci di fondo | 30 km             |
| Argento  | Giorgio Di Centa Fabio Maj Pietro Piller Cottrer Cristian Zorzi                    | Sci di fondo | staffetta 4x10 km |
| Argento  | Michele Antonioli Maurizio Carnino Fabio Carta Nicola Franceschina Nicola Rodigari | Short track  | 5000 m staffetta  |

## Medaglie bronzo
| Medaglia | Nome                                  | Sport                 | Evento                   |
| -------- | ------------------------------------- | --------------------- | ------------------------ |
| Bronzo   | Karen Putzer                          | Sci alpino            | Super-G                  |
| Bronzo   | Stefania Belmondo                     | Sci di fondo          | 10 km                    |
| Bronzo   | Cristian Zorzi                        | Sci di fondo          | 1,5 km sprint            |
| Bronzo   | Barbara Fusar Poli Maurizio Margaglio | Pattinaggio di figura | Danza sul ghiaccio       |
| Bronzo   | Lidia Trettel                         | Snowboard             | Slalom gigante parallelo |